# Huanggang, Raoping
Huanggang (kinesiska: 黄冈) är en köping i sydöstra  Kina. Den ligger i Raoping härad i staden Chaozhou i provinsen Guangdong, omkring 390 kilometer öster om provinshuvudstaden Guangzhou.